# Steppen-Sattelschrecke

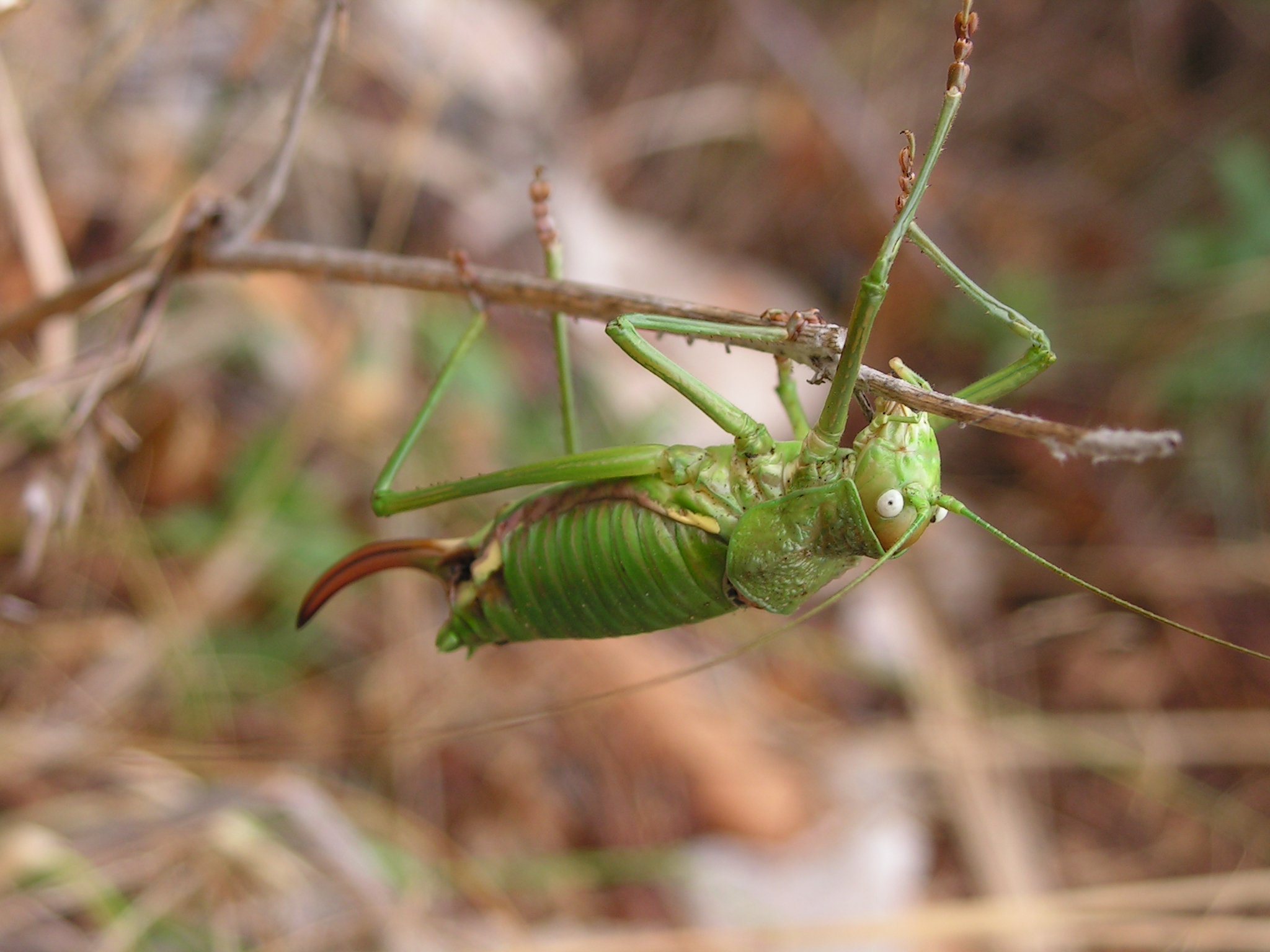
Weibliche Sattelschrecke mit Legeröhre

Die Steppen-Sattelschrecke (Ephippiger ephippiger) ist in Mitteleuropa der einzige Vertreter der Sattelschrecken (Bradyporinae), einer Unterfamilie der Langfühlerschrecken. Sie erreicht eine Länge von bis zu 30 Millimetern und ist besonders durch den Bau des Halsschildes mit keiner anderen einheimischen Art zu verwechseln.

## Merkmale
Der unverkennbare Halsschild dieser Art ist in der hinteren Hälfte nach einem scharfen Knick trichterförmig aufgewölbt, daher auch der Name Sattelschrecke. Die Flügel sind zu kurzen Stummeln zurückgebildet, die nur knapp unter dem Halsschild herausragen. Die Sattelschrecke ist damit flugunfähig, kann aber die Flügel zur Lauterzeugung (Stridulation) verwenden, wobei der Halsschild als Schalltrichter wirkt. Der Gesang besteht aus lauten, sehr scharfen Doppeltönen, von denen jeweils der zweite etwas in die Länge gezogen ist. Beide Geschlechter können den Gesang erzeugen.
Das Männchen besitzt kurze, kegelförmige Cerci, das Weibchen eine lange, schmale, schwach gebogene Legeröhre.
Typisches Merkmal ist ferner der schwarze Querstrich auf dem Hinterkopf, der bei gesenkter Kopfhaltung unter dem Halsschild hervorschaut.

## Lebensraum und Verbreitung
Die Steppen-Sattelschrecke benötigt trocken-heiße Lebensräume und besiedelt in Deutschland ausschließlich Wärmeinseln. Sie hat hier ein sehr kleines Verbreitungsgebiet, das im Wesentlichen nur Weinbaugebiete in Rheinland-Pfalz umfasst (Haardtrand, Nahetal, Moseltal). Auch innerhalb dieser Gebiete findet sie sich meist nur in kleinräumigen Biotopen, vor allem in aufgelassenen Weinbergen mit Gebüschstrukturen. Durch Intensivierung des Weinbaus, teilweise auch durch Tourismus und Anlage von Baugebieten, ist die Steppen-Sattelschrecke in ihrem gesamten Verbreitungsgebiet bedroht.
Insgesamt werden Heide, Waldlichtungen und Macchie bevorzugt. Die Art ist in Südeuropa und dem südlichen Mitteleuropa weit verbreitet.